# Paula Iacob
Paula Iacob (la naștere: Paulina Lăzărescu; n. 20 februarie 1932, București – d. 6 octombrie 2015, București) a fost o avocată română. A devenit studentă la Facultatea de Drept din București la numai 16 ani și a absolvit cursurile la vârsta de 20 de ani. A fost ziaristă la "Sportul popular".
În timpul regimului comunist a fost colaboratoare a Securității cu numele conspirativ de „Gabriela” și „Ioana”.
Paula Iacob a intrat în Baroul București în 1954, iar la începutul anilor '90 a fost avocata lui Nicu Ceaușescu.
A fost președinte fondator a Federației Române a Asociațiilor, Centrelor și Cluburilor UNESCO. A fost și președintele Asociației Femeilor de Carieră Juridică.
S-a remarcat prin pozițiile sale publice în apărarea drepturilor animalelor.
A fost căsătorită cu avocatul Niculaie Iacob și are o fiică.
Avocata Paula Iacob a murit marți, 6 octombrie 2015. Decesul a survenit din cauza unui stop cardio-respirator. Avocata se afla la locuința sa de pe strada Dobrogeanu Gherea din cartierul Băneasa.
Paula Iacob a suferit un accident vascular. La acel moment a fost transportată de urgență la Spitalul Floreasca din București, unde a fost ținută sub supraveghere la terapie intensivă, după care a fost mutată la Spitalul Bagdasar-Arseni.
La finalul anului 2014 a căzut pe stradă și a avut nevoie de intervenția medicilor pentru rănile grave suferite. În plus, a suferit o fractură de șold și a avut nevoie de două intervenții chirurgicale, recuperându-se, în vara anului 2015, într-o clinică de profil din România.